# European Masters 2010

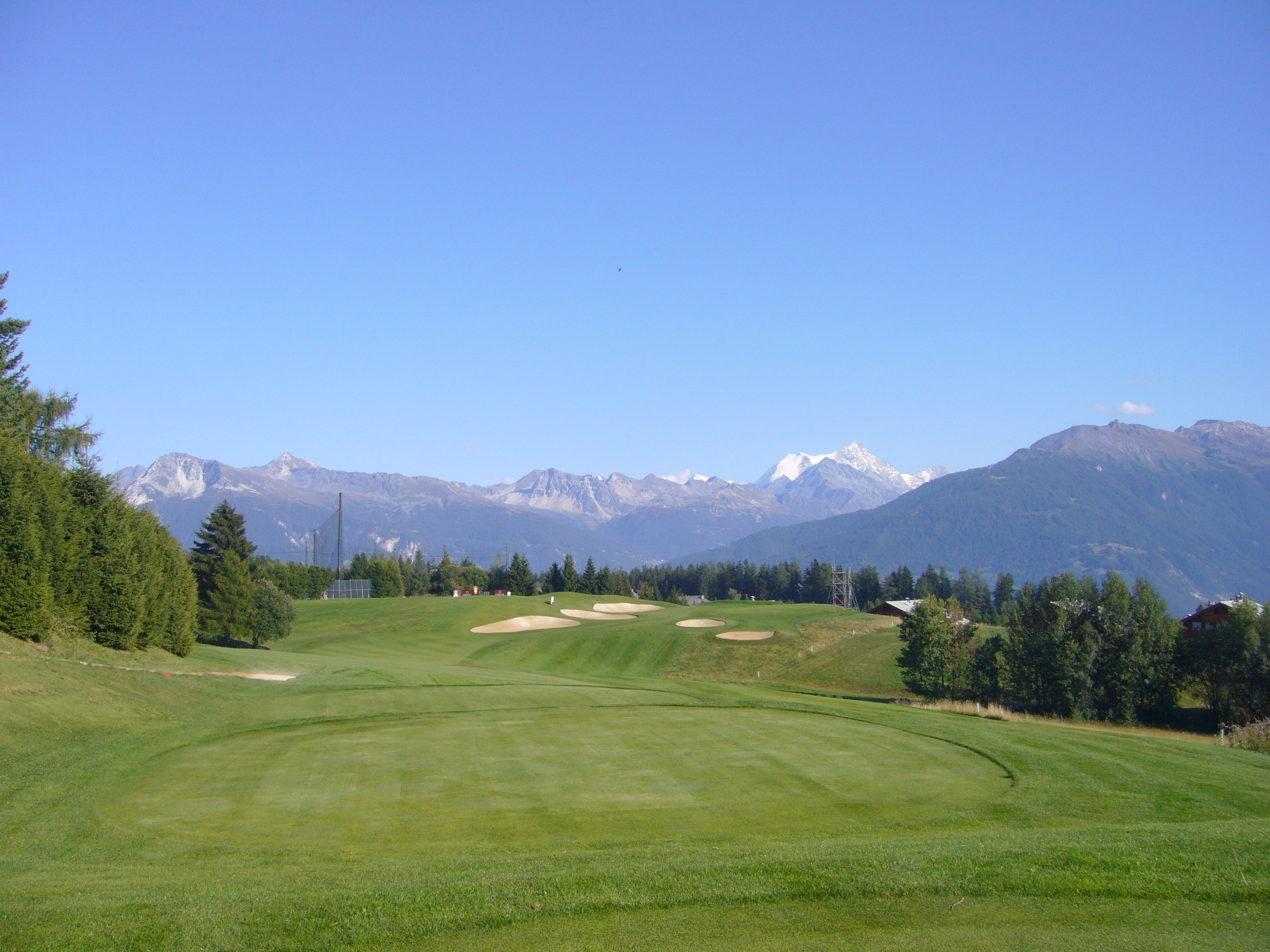
Hole 7

De Omega European Masters is sinds 2001 de officiële naam van het Zwitsers Open, een golftoernooi van de Europese PGA Tour dat in 2010 van 2 - 5 september voor de 64ste keer in Crans-Montana op de Ballesteros-baan van Golf Club Crans-sur-Sierre werd gespeeld. Het prijzengeld was € 2.000.000, titelhouder de Zweed Alexander Norén.
In 2009 werd dit het eerste toernooi in Europe dat ook voor de Aziatische PGA Tour meeteld. Wél zijn er al enkele toernooien in Azië die voor de Europese Tour meetellen.
De Spanjaard Miguel Ángel Jiménez werd de winnaar, zijn score was 22 onder par. Beste amataur was Nino Bertasio. Hij werd 38ste met een score van -4.

## De baan
Crans ligt op een plateau met een hoogte van 1500 meter. Met zegt dat een golfbal daar 10% verder gaat dan iemand die op zeeniveau speelt. De par van de baan is 71. De score van de winnaar is de laatste dertig jaar 14 keer op of onder de -20 geweest, het record staat op naam van de Canadees Jerry Anderson met -27.

De weersvoorspelling is deels bewolkt, woensdagnacht daalt de temperatuur tot 1 graden, overdag zal het misschien 11 graden worden. De wing komt over de besneeuwde bergtoppen naar de hoogvlakte, dus het blijft koud. Er is zelfs kans op sneeuw, want Crans ligt op een hoogte van 1500 meter.

#### Scorekaart
| Hole   | 1   | 2   | 3   | 4   | 5   | 6   | 7   | 8   | 9   | Out  | 10  | 11  | 12  | 13  | 14  | 15  | 16  | 17  | 18  | In   | Totaal |
| ------ | --- | --- | --- | --- | --- | --- | --- | --- | --- | ---- | --- | --- | --- | --- | --- | --- | --- | --- | --- | ---- | ------ |
| Meters | 494 | 400 | 175 | 460 | 310 | 296 | 303 | 160 | 575 | 3173 | 370 | 187 | 375 | 182 | 544 | 472 | 215 | 353 | 368 | 3066 | 6239   |
| Yards  | 540 | 437 | 191 | 503 | 339 | 324 | 331 | 175 | 629 | 3469 | 405 | 205 | 410 | 199 | 595 | 516 | 235 | 386 | 402 | 3353 | 6822   |
| Par    | 5   | 4   | 3   | 4   | 4   | 4   | 4   | 3   | 5   | 36   | 3   | 5   | 4   | 4   | 4   | 4   | 5   | 4   | 4   | 35   | 71     |

## Programma
- Maandag: Credit Suisse Silver Pro-Am gewonnen door Shiv Chowrasia
- Dinsdag: Oefendag voor de professionals
- Woensdag: Credit Suisse Gold Pro-Am gewonnen door Simon Wakefield
- Donderdag tot en met zondag: toernooi

## Verslag

#### Ronde 1
Matteo Manassero die in 2009 als 16-jarige het Brits amateurkampioenschap won en vervolgens hier in Crans als amateur mocht meedoen, speelt hier deze week als 17-jarige playing professional en heeft voorlopig de leiding op zich genomen met een mooie ronde van 64 (-7). Manassero heeft als nieuwe pro recht op zeven uitnodigingen, waarvan hij er al vijf verbruikt heeft. Na deze vijf heeft hij nog geen cut gemist en staat hij op de 127ste plaats van de Race To Dubai. Na deze week mag hij nog eenmaal spelen om te proberen in de top 115 te komen en zijn spelerskaart voor 2011 te behalen
Mikael Lundberg heeft met een ijzer 6 op hole 3 een hole-in-one gemaakt en daarvoor een kilo goud ter waarde van ongeveer €23.000 gekregen van de Credit Suisse, sinds 1987 sponsor van de Gold Pro-Am en dit jaar ook van de Silver Pro-Am.
Miguel Jiménez berbeterde het baanrecord met een ronde van 61 en staat aan de leiding.

#### Ronde 2

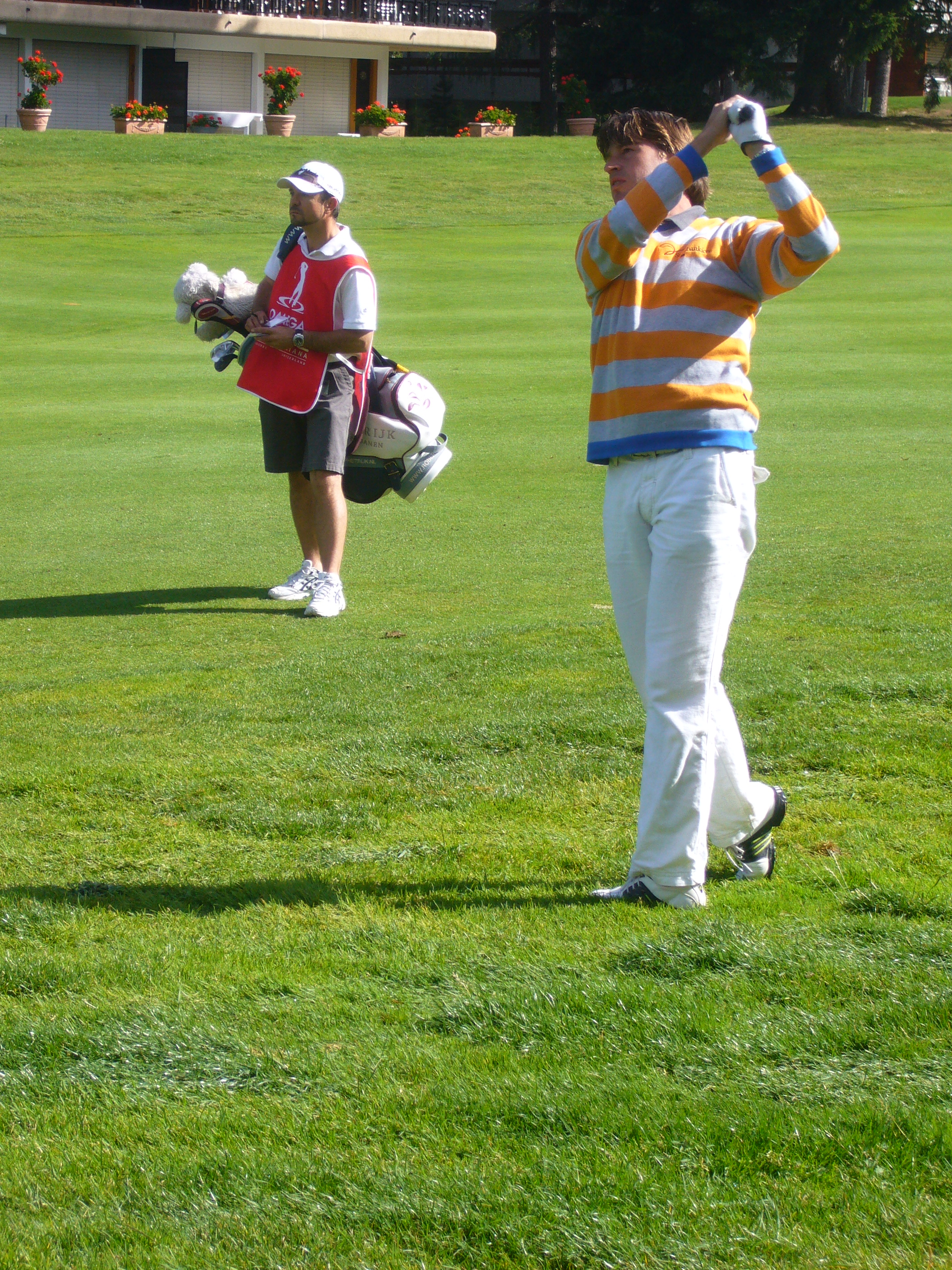
Robert-Jan Derksen was de beste Nederlander, hier op hole 4

13:00 uur: Edoardo Molinari, die vorig weekend een wildcard voor de Ryder Cup kreeg, heeft tijdens de ochtendronde de leiding genomen en staat op -11. Manassero en de drie Nederlandse spelers speelden in de middagronde. Colsaerts, Derksen en Lafeber maakten 68 en klommen wat plaatsen. Luiten kwalificeerde zich niet voor het weekend. De cut stond op -1.

Miguel Ángel Jiménez speelde een ronde van -10, inclusief eagles op hole 9 en hole 14. Het was de laagste ronde van zijn 22 jaren in Crans. Hij kwam aan de leiding met een totaal van -14.

#### Ronde 3
Peter Lawrie kwam binnen met een score van 63 en steeg 56 plaatsen op de rangorde. Derksen begon met een bogey op de niet zo moeilijke hole 1, maar herstelde zich met een birdie op de korte hole 3. Na nog een birdie op holes 5 en 10 stond hij weer in de top 10.
Miguel Jiménez heeft -3 gemaakt en heeft drie slagen voorsprong op Molinari gehouden. Manassero maakte -2 en staat nu op de derde plaats met Steve Webster. 
Acht spelers hebben een score van -9 en delen de 7de plaats: Thomas Aiken, Robert Coles, Peter Lawrie, Pablo Martín, Seung-yul Noh, Charl Schwartzel, Anthony Wall en Nino Bertasio, de enige amateur die het weekend nog speelt.

#### Ronde 4
Jiménez behield zijn drie slagen voorsprong op Molinari en won het toernooi. De aanhouder won! Edoardo Molinari heeft bevestigd dat Colin Montgomerie hem vorige week een wildcard voor het Ryder Cup team heeft gegeven. Derksen behaalde een mooie 5de plaats en hoopte zijn goede vorm voor de volgende week op de Hilversumsche Golf Club te behouden.
| Naam                 | R1 | R1 | Nr   | R2 | R2  | Totaal | Nr  | R3 | R3 | Totaal | Nr  | R4 | R4 | Totaal | Nr  |
| -------------------- | -- | -- | ---- | -- | --- | ------ | --- | -- | -- | ------ | --- | -- | -- | ------ | --- |
| Miguel Ángel Jiménez | 67 | -4 | T10  | 61 | -10 | -14    | 1   | 68 | -3 | -17    | 1   | 67 | -5 | -22    | 1   |
| Edoardo Molinari     | 66 | -5 | T4   | 65 | -6  | -11    | T2  | 68 | -3 | -14    | 2   | 67 | -5 | -19    | 2   |
| Matteo Manassero     | 64 | -7 | 1    | 67 | -4  | -11    | T2  | 69 | -2 | -13    | T3  | 68 | -3 | -16    | 3   |
| Oliver Wilson        | 68 | -3 | T21  | 68 | -3  | -6     | T11 | 67 | -4 | -10    | T5  | 69 | -2 | -12    | T5  |
| Robert-Jan Derksen   | 67 | -4 | T10  | 68 | -3  | -7     | T7  | 70 | -1 | -8     | T15 | 67 | -4 | -12    | T5  |
| Steve Webster        | 66 | -5 | T4   | 70 | -1  | -6     | T11 | 64 | -7 | -13    | T3  | 73 | +2 | -11    | T9  |
| Peter Lawrie         | 72 | +1 | T90  | 69 | -2  | -1     | T71 | 63 | -8 | -9     | T7  | 69 | -2 | -11    | T9  |
| Rafa Echenique       | 69 | -2 | T34  | 69 | -2  | -4     | T27 | 65 | -6 | -10    | T5  | 73 | +2 | -8     | T23 |
| Nicolas Colsaerts    | 70 | -1 | T53  | 68 | -3  | -4     | T27 | 70 | -1 | -5     | T29 | 68 | -3 | -8     | T23 |
| Maarten Lafeber      | 69 | -2 | T34  | 68 | -3  | -5     | T19 | 73 | +2 | -3     | T43 | 67 | -4 | -7     | T28 |
| Nino Bertasio (Am)   | 70 | -1 | T53  | 68 | -3  | -4     | T27 | 66 | -5 | -9     | T7  | 76 | +5 | -4     | T38 |
| Joost Luiten         | 74 | +3 | T120 | 69 | -2  | +1     | MC  |    |    |        |     |    |    |        |     |

- Volledige uitslag

## De spelers
Sinds dit toernooi ook deel uitmaakt van de Aziatische Tour, is de lijst van spelers die zich via de Nationale Order of Merit kwalificeren, heel anders geworden. Er worden nu enkele Zwitserse spelers door sponsors uitgenodigd.
Een van de meest trouwe deelnemers is Miguel Ángel Jiménez, die voor de 22ste keer komt. Eduardo Romero, tweevoudig winnaar, komt ook dit jaar weer, en de legendarische Greg Norman heeft ook de sponsorsuitnodiging aanvaard.
| - Felipe Aguilar - Thomas Aiken - Fredrik Andersson Hed - Phillip Archer - Thomas Bjørn - Richard Bland - Markus Brier - Paul Broadhurst - Mark Brown - Andrew Butterfield - Rafael Cabrera Bello - Michael Campbell - Ariel Cañete - Alejandro Cañizares - Christian Cévaër - Darren Clarke - George Coetzee - Robert Coles - Nicolas Colsaerts - François Delamontagne - Robert-Jan Derksen - David Dixon - Stephen Dodd - Andrew Dodt - Jamie Donaldson - Nick Dougherty - Bradley Dredge (2006) - David Drysdale - Simon Dyson - Rafa Echenique - Johan Edfors - Jamie Elson - Martin Erlandsson - Niclas Fasth - Gonzalo Fernández-Castaño - Alastair Forsyth - Mark Foster - Marcus Fraser - Ignacio Garrido - Jean-Baptiste Gonnet - Ricardo González (2001) - Tano Goya | - Mark F Haastrup - Todd Hamilton - Anders Hansen - Søren Hansen - Peter Hanson - Grégory Havret - Peter Hedblom - Oskar Henningsson - Michael Hoey - David Horsey - David Howell - Jeppe Huldahl - Mikko Ilonen - Raphaël Jacquelin - Miguel Ángel Jiménez - Michael Jonzon - Anthony Kang - Shiv Kapur - Simon Khan - James Kingston - Søren Kjeldsen - Maarten Lafeber - José Manuel Lara - Pablo Larrazábal - Paul Lawrie - Peter Lawrie - Danny Lee - Thomas Levet - José-Filipe Lima - Sam Little - Gary Lockerbie - Shane Lowry - Jean-François Lucquin (2008) - Joost Luiten - Mikael Lundberg - David Lynn - Pablo Martín - Gareth Maybin - Richard McEvoy - Paul McGinley - Ross McGowan - Edoardo Molinari | - James Morrison - Christian Nilsson - Alexander Norén (2009) - Steven O'Hara - Peter O'Malley - Louis Oosthuizen - Gary Orr - Hennie Otto - John Parry - Phillip Price - Julien Quesne - Richie Ramsay - Robert Rock - Andrés Romero - Brett Rumford (2007) - Charl Schwartzel - Marcel Siem - Richard Sterne - Graeme Storm - Scott Strange - Sven Strüver (1998) - Daniel Vancsik - Anthony Wall - Paul Waring - Marc Warren - Steve Webster - Lee Westwood - Martin Wiegele - Danny Willett - Oliver Wilson - Peter Whiteford - Chris Wood - Fabrizio Zanotti Sponsoruitnodiging - Fredrik Svanberg - Matteo Manassero - Jann Schmid - Francis Valera - André Bossert - Eduardo Romero (1994, 2000) - Greg Norman (1986, 1993) | - Julien Clément Aziatische Order of Merit - Darren Beck - Gaganjeet Bhullar - Adam Blyth - Marcus Both - Danny Chia - S S P Chowrasia - David Gleeson - Scott Hend - Keith Horne - Thongchai Jaidee - James Kamte - Rikard Karlberg - Rick Kulacz - Anirban Lahiri - Chih-bing Lam - Sung Lee - Ben Leong - Wen-chong Liang - Mardan Mamat - Prayad Marksaeng - Chinnaswamy Muniyappa - Chapchai Nirat - Seung-yul Noh - Ted Oh - Chinnarat Phadungsil - Angelo Que - Jyoti Randhawa - A Siddikur - Jeev Milkha Singh - Thaworn Wiratchant Amateurs - Victor Doka - Édouard Amacher (Domaine Impérial) - Jin Jeong - Nino Bertasio (Garda Golf CC) - Nicolas D'Incau (Neuchâtel GC) - Ken Benz |

Vanaf 1972:
1972 · 
1973 · 
1974 · 
1975 · 
1976 · 
1977 · 
1978 · 
1979 · 
1980 · 
1981 · 
1982 ·   
1983 · 
1984 ·
1985 ·
1986 ·
1987 ·
1988 ·
1989 ·
1990 ·
1991 ·
1992 ·
1993 ·
1994 ·
1995 ·
1996 · 
1997 ·
1998 ·
1999 · 
2000 · 
2001 · 
2002 · 
2003 · 
2004 · 
2005 · 
2006 · 
2007 · 
2008 · 
2009 · 
2010 · 
2011 · 
2012 · 
2013 · 
2014
1972 ·
1973 ·
1974 ·
1975 ·
1976 ·
1977 ·
1978 ·
1979 ·
1980 ·
1981 ·
1982 ·
1983 ·
1984 ·
1985 ·
1986 ·
1987 ·
1988 ·
1989 ·
1990 ·
1991 ·
1992 ·
1993 ·
1994 ·
1995 ·
1996 ·
1997 ·
1998 ·
1999 ·
2000 ·
2001 ·
2002 ·
2003 ·
2004 ·
2005 ·
2006 ·
2007 ·
2008 ·
2009 ·
2010 ·
2011 ·
2012 ·
2013 ·
2014 ·
2015 ·
2016